# Cercate quel bambino
Cercate quel bambino (Bump in the Night) è un film per la televisione del 1991, diretto da Karen Arthur.

## Trama
Un pedofilo che adesca ragazzini per realizzare filmati pornografici, rapisce con l'inganno Jonathan, un bambino particolare.
E proprio grazie a questo bambino, si pentirà delle sue azioni e riuscirà a sventare un disegno criminoso immolandosi a sua volta.